# Quartier du Petit-Montrouge
Pour les articles homonymes, voir Montrouge (homonymie).
Le quartier du Petit-Montrouge est le 55e quartier administratif de Paris situé dans le 14e arrondissement.
Il doit son nom à la commune limitrophe de Montrouge, dont il faisait partie avant 1860 (voir ci-dessous). Il est plus connu comme « quartier Alésia », du nom de la rue d'Alésia qui le traverse et de la principale station de métro Alésia qui le dessert, bien que cette dénomination ne recouvre pas totalement le quartier du Petit-Montrouge et soit aussi plus large que lui.

## Géographie

Les quartiers du 14e arrondissement.

Le quartier du Petit-Montrouge est délimité par la rue Daguerre et le boulevard Saint-Jacques au nord, par la rue de la Tombe-Issoire à l'est, le boulevard Romain-Rolland au sud, l’avenue de la Porte-de-Châtillon, la rue des Plantes et la rue Gassendi à l’ouest.
Il est bordé au nord par le quartier du Montparnasse, à l'est par le quartier du Parc-de-Montsouris, au sud par la commune de Montrouge, et à l'ouest par le quartier de Plaisance.
D’un point de vue topographique, le Petit-Montrouge est situé sur le plateau couronnant les coteaux de la rive gauche de la Bièvre. Il est globalement plat.
La place Victor-et-Hélène-Basch, plus connue sous le nom de carrefour Alésia, constitue à la fois le centre du quartier et de l’arrondissement. C'est le point de convergence des anciennes routes de Chartres et d’Orléans, à partir duquel les flux de circulation sont redistribués à l’ensemble de la rive gauche de la capitale par la rue d'Alésia, l’avenue du Maine et l’avenue du Général-Leclerc, cette dernière constituant la colonne vertébrale du quartier. Un réseau de rues plus ou moins perpendiculaires les unes aux autres dessert l’ensemble du quartier à partir de ces axes et témoigne d'une urbanisation tardive.

## Histoire

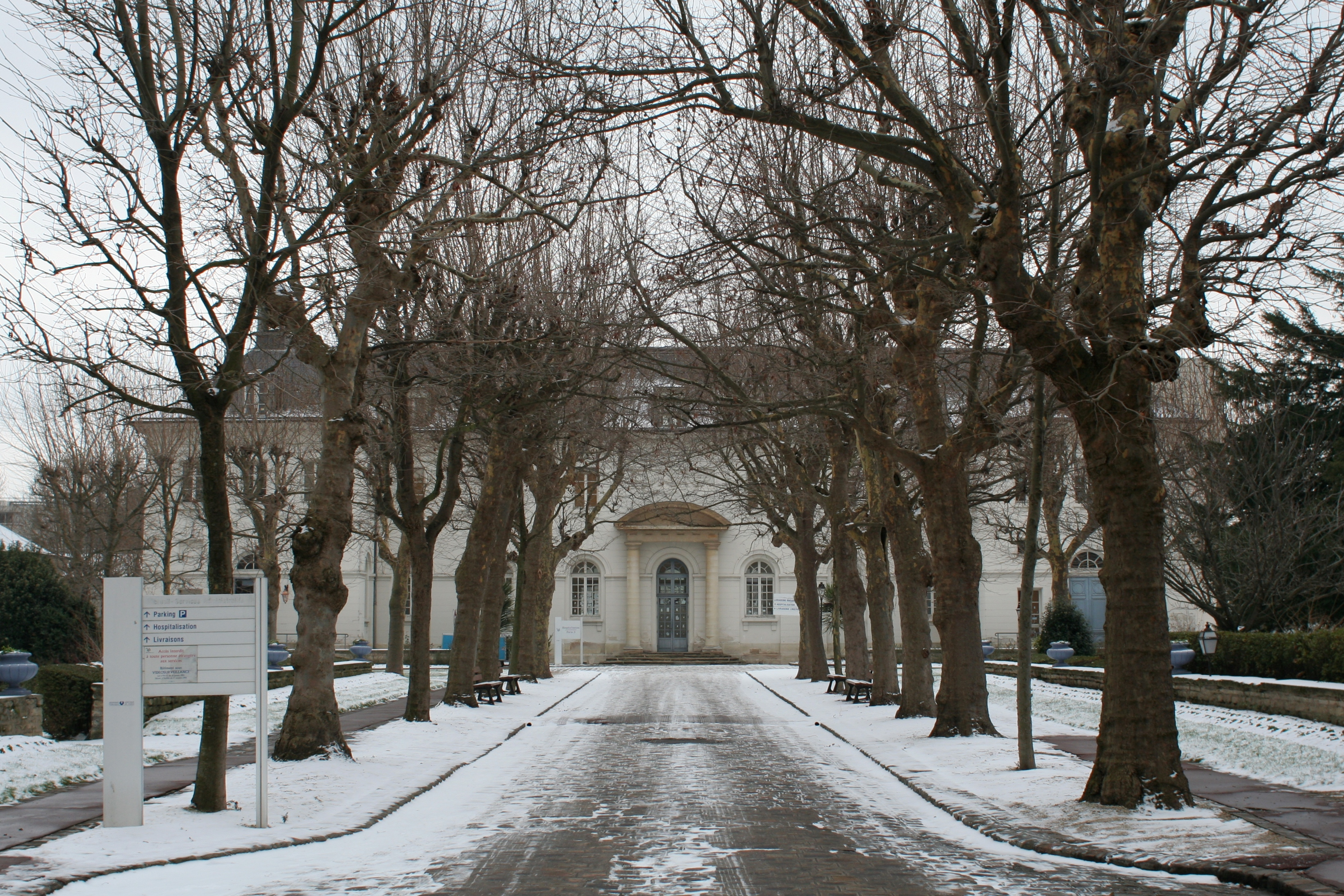
Ancienne Maison royale de santé, bâtie en 1781 au Petit-Montrouge, en bordure de la route d'Orléans (actuelle avenue du Général-Leclerc).

Le quartier du Petit-Montrouge a été créé en même temps que le 14e arrondissement, en 1860. Cette année là, les limites de Paris sont alors étendues jusqu'à l'enceinte de Thiers (correspondant à l'emplacement de l'actuel périphérique). La partie nord de la commune de Montrouge est alors rattachée à Paris. La commune était à l'origine divisée en deux secteurs distincts, le Grand-Montrouge — qui correspond à l'actuelle commune de Montrouge — et le Petit-Montrouge.
Le territoire du Petit-Montrouge, écart de la commune de Montrouge dans l'ancien département Seine dépassait largement les limites de l'actuel quartier. Il s'étendait du Grand Montrouge au mur des Fermiers généraux et de Vaugirard au Petit-Gentilly.
L'urbanisation a débuté dans les années 1830 par le lotissement, entre la rue de la Tombe-Issoire et la route d'Orléans, de terrains qui appartenaient avant 1792 à la commanderie de Saint-Jean-de-Latran. Le centre de ce micro-quartier, le village d'Orléans, était l'actuelle place Michel-Audiard. On peut voir sur cette place un bâtiment de style Directoire qui était l'ancienne mairie annexe de Montrouge (44, rue Du Couédic).

## Urbanisme

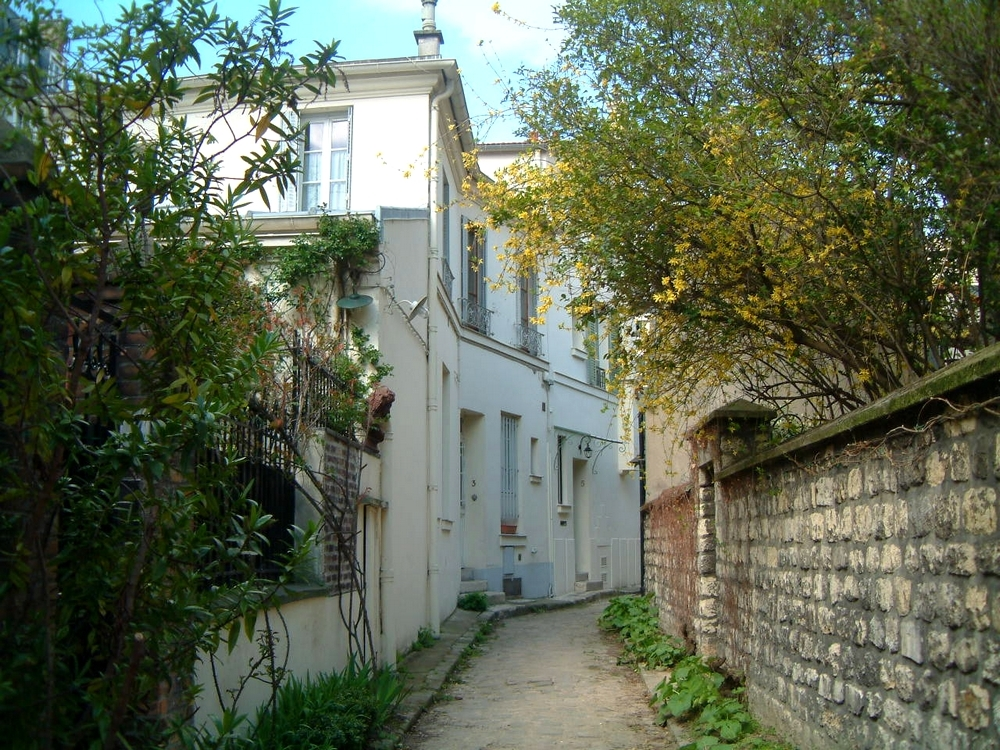
La villa Hallé, impasse pavillonnaire typique du quartier.

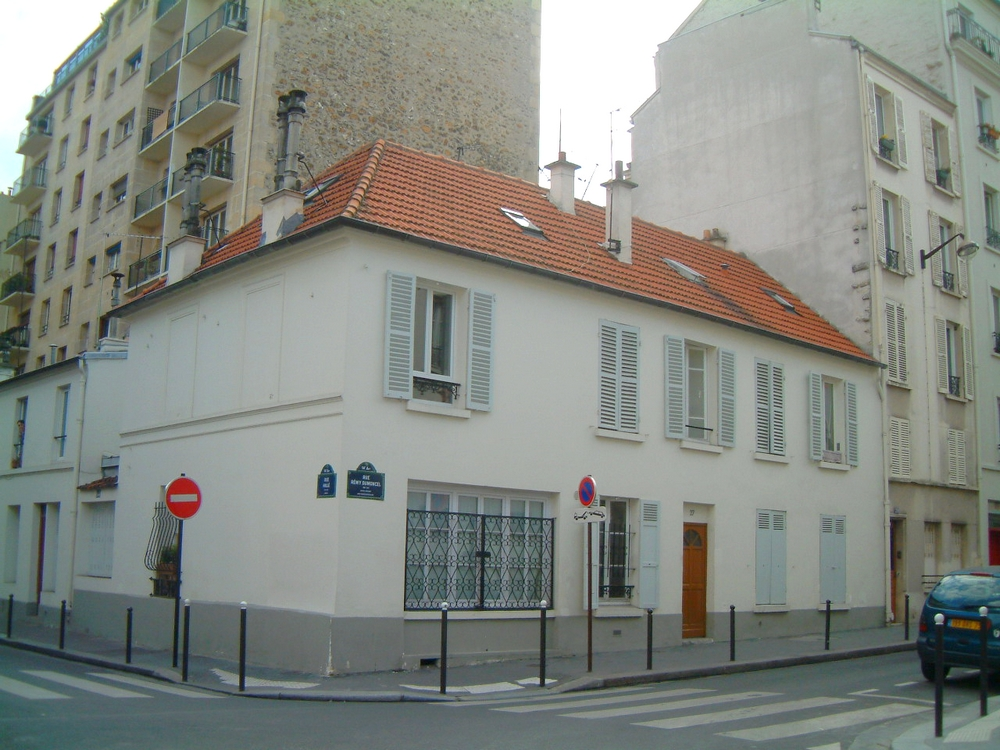
Maison basse des années 1830 du lotissement du village d'Orléans.

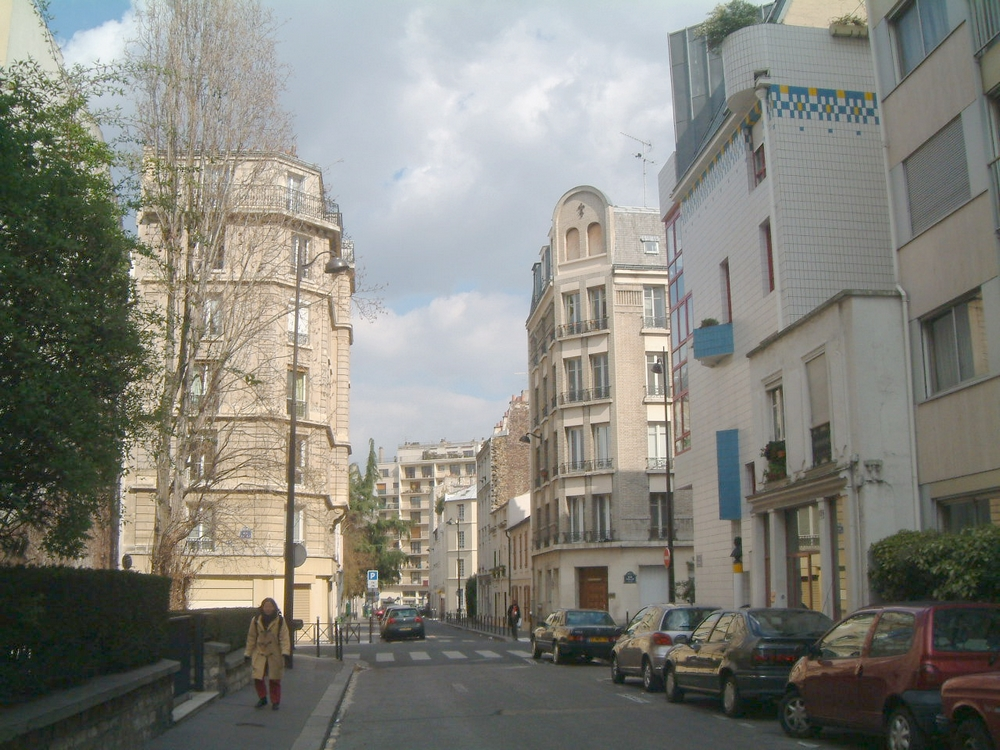
Le « melting-pot » architectural, rue Bezout.

L'urbanisation tardive du quartier (après 1830) et la disponibilité de terrain ont conduit à une grande diversité architecturale.
Le premier lotissement fut celui du village d'Orléans au sud de l'hôpital La Rochefoucauld dans les années 1830.

### Habitat collectif
L'habitat collectif est composé d'immeubles de tous styles. Les immeubles haussmanniens ne sont pas légion, le quartier n'ayant pas fait l'objet d'aménagement particulier sous le Second Empire. On les trouve surtout du côté de la mairie et de la rue d'Alésia, les rues entièrement haussmanniennes, comme la rue du Lunain, étant assez rares. Les façades en plâtre sont plus nombreuses et témoignent du passé populaire du quartier. Les immeubles des années 1930 sont plus présents dans le sud, notamment dans l'ancienne zone des fortifications. Enfin, l'architecture d'après-guerre est aussi bien représentée, pour le meilleur et pour le pire.

### Habitat individuel
Une des caractéristiques du quartier est l'importance de l'habitat individuel. Beaucoup de terrains n'ont été bâtis qu'en façade, laissant la place pour des maisons de ville ou des ateliers d'artistes, souvent agrémentés de jardins privatifs, invisibles de la rue. On trouve également ce type de construction dans des impasses (les « villas »), avec parfois de véritables trésors architecturaux.

### Un assemblage hétéroclite
Certaines rues, comme la rue Bezout, forment un authentique musée architectural en proposant au visiteur un assemblage hétéroclite en styles, tailles, époques de construction et volumes. Il faut noter également l'existence de nombreux immeubles faubouriens, antérieurs à l'annexion de 1860, à un ou deux étages, rares dans le paysage parisien, et concentrés dans ce quartier. L'immobilier de bureaux est quasiment absent de ce quartier résidentiel et commerçant, à l'exception notable de l'extrême sud du quartier, limitrophe de la commune de Montrouge.

### Réaménagements du quartier auXXIesiècle
Le secteur est du quartier a fait l'objet récemment d'un aménagement pilote, dénommé « quartier vert », consistant principalement à réduire la circulation automobile, à favoriser les modes de déplacements non-polluants et à mettre en valeur le patrimoine végétal. Cette expérience, étendue par la suite à d'autres quartiers de la capitale, est diversement accueillie en fonction des usagers (résidents, automobilistes ou commerçants, par exemple). Ces aménagements ont eu pour effet un important report de circulation vers l’avenue du Général-Leclerc. Les travaux du tramway T3, de 2003 à 2006, puis les travaux de l'extension de la ligne 4 ont complété ces aménagements.

## Composition sociale
Resté jusqu'aux années 1960 un quartier populaire, composé essentiellement d'ouvriers, d'employés, de commerçants et de membres de la classe moyenne, le quartier a connu depuis une élévation de son niveau de vie, à l'image de Paris dans son ensemble. Il est aujourd'hui particulièrement recherché du fait de sa qualité de vie, des nombreux commerçants, des espaces verts et de son architecture atypique.

## Économie
Le quartier est connu pour les stocks de la rue d'Alésia, magasins de mode aux tarifs plus ou moins attractifs, concentrés en grand nombre entre le carrefour Alésia et la rue des Plantes.

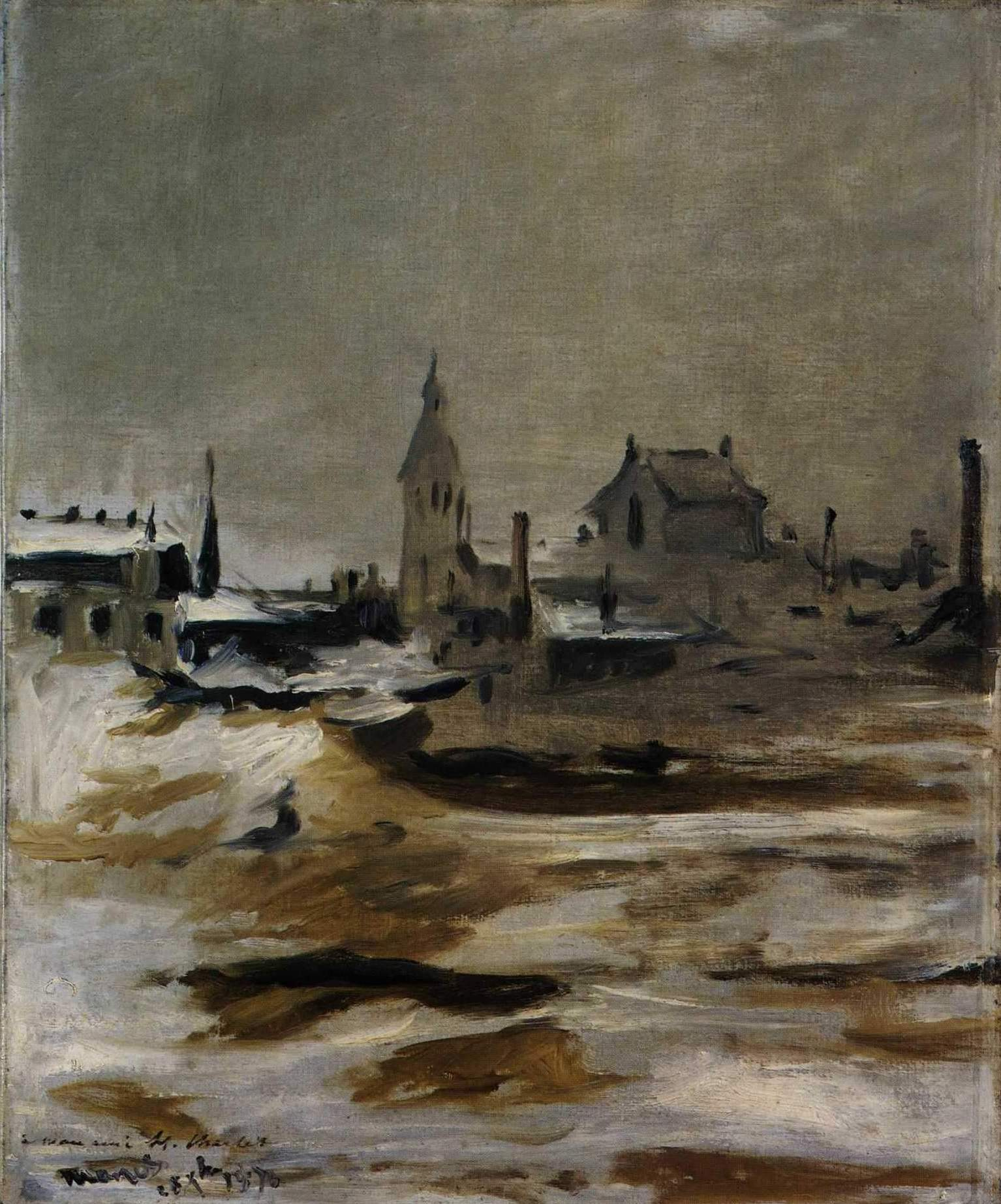
Effet de neige à Petit-Montrouge (Édouard Manet).

## Culture
- L'attraction touristique majeure se situe sous le quartier, puisque le parcours des catacombes est compris entre la place Denfert-Rochereau et la rue Rémy-Dumoncel.
- Le peintre Édouard Manet a peint le tableau Effet de neige à Petit-Montrouge, présentant une vue du quartier en 1870.

## Dessertes
- RER : Gare de Denfert-Rochereau sur la ligne B du RER.
- Métro : stations Denfert-Rochereau (lignes 4 et 6), Mouton-Duvernet, Alésia, Porte d'Orléans (ligne 4).
- Tramway : station Jean Moulin et Porte d'Orléans du tramway T3a.
- Bus : le quartier est un nœud important du réseau de bus RATP, notamment à la porte d'Orléans, terminus de nombreuses lignes desservant la banlieue.
- Le carrefour Alésia, point de passage obligé entre la banlieue sud et le centre de Paris, est également bien connu des automobilistes pour ses embouteillages.